# Almád
Almád (szerbül Јабланка / Jablanka, románul Iablanka) település Szerbiában, Vajdaságban, a Dél-bánsági körzetben, Versec községben.

## Nevének eredete
Eredeti neve, Jabolnok almafás területet jelöl. A 19. század végi helységnévrendezés során ezt az elnevezést magyarra lefordítva állapították meg az Almád elnevezést a falu számára.

## Fekvése
Versec délkeleti szomszédságában, Meszesfalva, Temesszőlős és Mélykastély közt fekvő település.

## Története
Almád nevét a középkorban Jablonok néven említették az oklevelek, mely ekkor Krassó vármegyéhez tartozott. 
1390-ben Ér-Somlyó vár tartozékai között sorolták fel. Ez évben Zsigmond király a várat tartozékaival együtt Perényi Miklósnak adta. 
A török hódoltság után, az 1717-es összeírásban Jaboca néven említették, mint 10 házból álló helységet. 
Az 1723-1725. évi Mercy-féle térképen is a lakott helyek között szerepelt. 
1761-ben nagyrészt szerbek és románok lakták, majd 1776-ban németek is költöztek a helységbe. 
1837-ben Almádot Nemeshegyi József és Ignácz vásárolta meg a kincstártól és 1889-ig voltak itt birtokosok, később Singer Adolf és Eleonóra lett a helység legnagyobb birtokosa. 
1910-ben 1269 lakosából 13 magyar, 887 román, 360 szerb volt. Ebből 14 római katolikus, 1251 görögkeleti ortodox volt.
A trianoni békeszerződés előtt Temes vármegye Verseczi járásához tartozott.

## Népesség

### Demográfiai változások
| 1948 | 1953 | 1961 | 1971 | 1981 | 1991 | 2002 | 2011 |
| ---- | ---- | ---- | ---- | ---- | ---- | ---- | ---- |
| 850  | 789  | 760  | 633  | 536  | 459  | 281  | 251  |

## Nevezetességek
- Görögkeleti temploma - 1900-ban épült

## Források

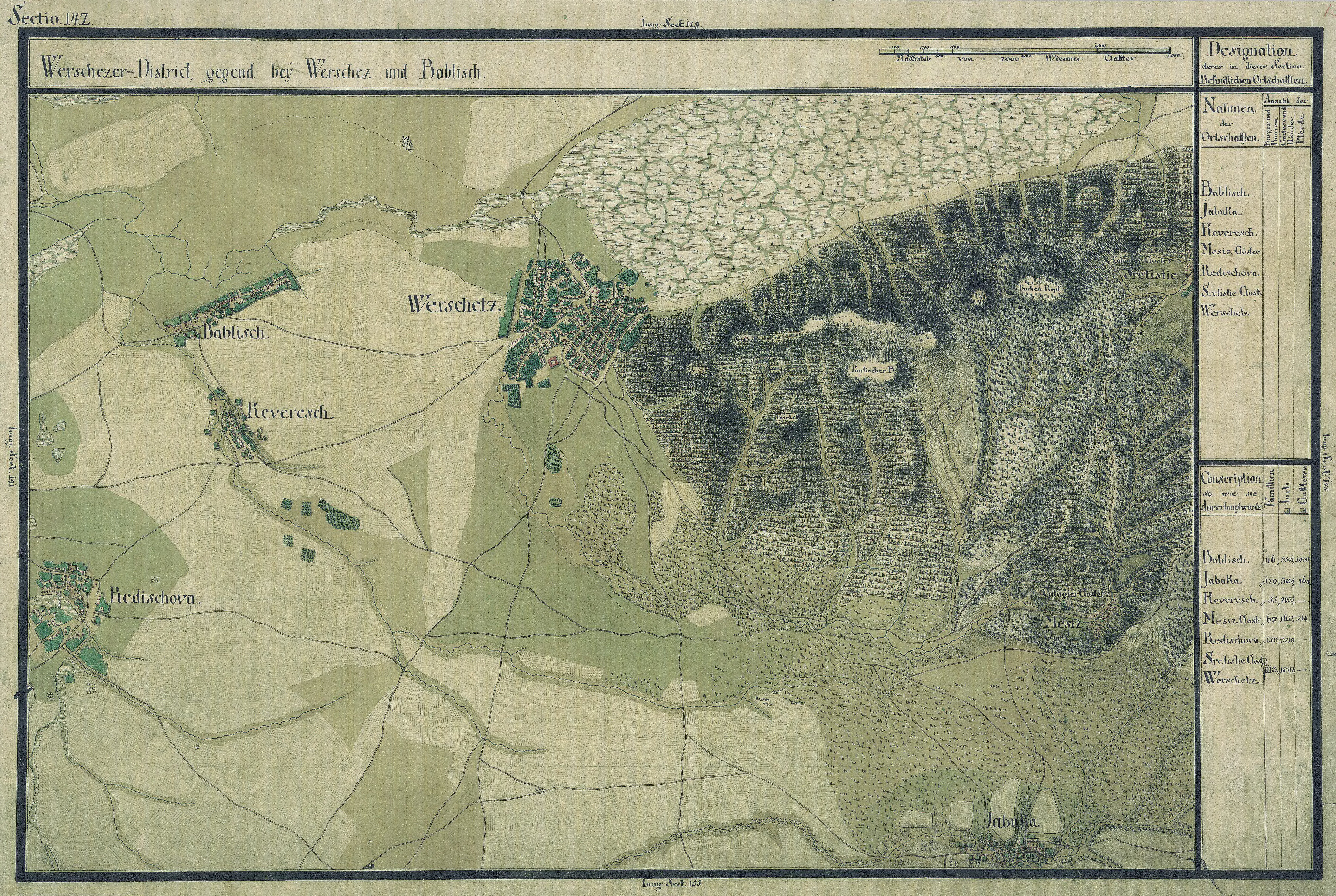
Almád egy régi térképen